# 马堂
马堂（？年—？年），中国明朝宦官，明神宗天津税监。

## 生平
马堂为天津税监，兼管临清州（今山东省临清市）。他招纳地痞，横征暴敛，惨毒害民。白天抢夺人产，反抗者就以违禁论罪。万历二十七年（1599年）激起临清民变，附近各地都举行罢市。临清州民三四千人纵火焚烧马堂的官署，杀死马堂党徒三十七人。明神宗下诏捕拿民变首领，株连甚众。王朝佐仗义，自称首难者，临刑不变神色。知府李士登抚恤其母亲妻子，临清民立祠以祀。后十多年，马堂擅自去往扬州，巡盐御史徐缙芳弹劾他九罪，明神宗不问。